# Arthur-Marie Le Hir
Pour les articles homonymes, voir Le Hir.
Arthur-Marie Le Hir, né à Morlaix le 5 décembre 1811 et mort à Paris le 13 janvier 1868, est un bibliste et orientaliste français. Il est le maître d’Ernest Renan.

## Biographie
Entré au Séminaire Saint-Sulpice, à Paris, en 1833, Arthur-Marie Le Hir rejoint les Sulpiciens après son ordination et est nommé professeur de théologie. Il enseigne ensuite l’Écriture sainte et l'hébreu, disciplines auxquelles l’a formé Antoine Garnier, un érudit qui, selon Ernest Renan, possède une excellente connaissance des langues proche-orientales et est le meilleur expert français en matière d’exégèse catholique. 
Le Hir continue d’enseigner jusqu'à sa mort, une trentaine d'années plus tard. Il a pour élève Augustin Crampon, futur traducteur de la Bible. Par son propre travail et par l’intermédiaire d'Ernest Renan, il exerce une influence déterminante sur le renouveau des études bibliques et orientales en France. 
Renan voit en Le Hir l’ecclésiastique le plus remarquable de son temps. Il le tient pour le meilleur spécialiste français de sa génération dans le domaine de l’hébreu et du syriaque et admire en lui un éminent bibliste qui est grand connaisseur des travaux des universitaires allemands de son époque. Renan écrit à son sujet :

« La supériorité de M. Le Hir venait surtout de sa profonde connaissance de l'exégèse et de la théologie allemandes. Ce qu'il trouvait dans cette interprétation de compatible avec l'orthodoxie catholique, il se l'appropriait. En critique, les incompatibilités se produisaient à chaque pas. En grammaire, au contraire, l'accord était facile. Ici M. Le Hir n'avait pas de supérieur. Il possédait à fond la doctrine de Gesenius et d'Ewald, et la discutait savamment sur plusieurs points. Il s'occupa des inscriptions phéniciennes et fit une supposition très ingénieuse, qui depuis a été confirmée. »

— Renan, Souvenirs d'enfance et de jeunesse
C’est à tort que l’on a pu attribuer à Le Hir et aux « messieurs de Saint-Sulpice » le fait que Renan se soit éloigné de la religion, comme il l’explique lui-même. 
Le Hir ne publie que quelques articles, rassemblés avec d’autres textes dans les deux volumes intitulés Études bibliques, Paris, 1869. Ses autres écrits, tous posthumes, portent sur la traduction et l'exégèse de certaines œuvres : Le Livre de Job (Paris, 1873), Les Psaumes (Paris, 1876), Les Trois Grands Prophètes Isaïe, Jérémie, Ézéchiel (Paris, 1876), Le Cantique des Cantiques (Paris, 1888).

## Sources
- « Arthur-Marie Le Hir » dans la Catholic Encyclopedia, 1913
- Bertrand, Bibliothèque sulpicienne, II, Paris, 1900
- Ernest Renan, Souvenirs d'enfance et de jeunesse, Paris, 1883